# Antipater (fils d'Hérode Ier le Grand)
Pour les articles homonymes, voir Antipater.
Antipater ou Antipater II (46 av. J.-C. - 4 av. J.-C.) est le fils premier-né d'Hérode Ier le Grand, son unique enfant de sa première femme Doris. Il est prénommé ainsi d'après son grand-père paternel Antipater l'Iduméen (Antipater Ier). Lui et sa mère sont exilés après le divorce d'Hérode entre 43 et 40 av. J.-C. pour épouser Mariamne Ire. Cependant, il est rappelé à la suite de la chute de Mariamne en 29 av. J.-C. et en 13 av. J.-C. Hérode en fait son premier héritier dans son testament. Il conserve cette position même quand Alexandre et d'Aristobule IV (les fils d'Hérode et de Mariamne) se portent dans la succession royale en 12 av. J.-C. et devient même le successeur exclusif du trône après leur exécution en 7 av. J.-C. (avec Hérode II à la deuxième place).
Cependant, en 5 av. J.-C., Antipater II, accusé d'avoir comploté le meurtre de son père Hérode, est traduit devant Varus, alors gouverneur romain de la Syrie. Antipater II est reconnu coupable par Varus ; néanmoins, en raison du rang élevé d'Antipater II, il est nécessaire que l'empereur romain Auguste approuve la peine de mort demandée. Après le verdict de culpabilité, la position d'Antipater II en tant que successeur exclusif est supprimée et accordée à Hérode Antipas. En 4 av. J.-C., Hérode change à nouveau son testament et fait de Hérode Archélaos son héritier principal. Après l'approbation par Auguste, Antipater II est exécuté et Hérode Archélaos (issu du mariage avec Malthacé) devient ethnarque sur la partie principale du royaume de son père : la Samarie, la Judée et l'Idumée, tandis que Hérode Antipas et Hérode Philippe I deviennent tétrarques sur certains territoires.
D'après l'historiographe Flavius Josèphe, Antipater II a eu deux épouses : 
- sa nièce Mariamne III, fille d'Aristobule IV ;
- une princesse hasmonéenne de haut rang, fille du roi de Judée Antigone l'Hasmonéen cousin germain d'Alexandra, fille du roi Hyrcan II et mère de Mariamne Ire, femme d'Hérode Ier le Grand. Lors du procès d'Antipater II devant Varus en 5 av. J.-C., la princesse soutient son mari aux côtés de sa mère Doris.